# Wickham Skinner

Wickham Skinner

Em meio a uma crise na indústria automobilística americana na década de 1960 causada pela rápida evolução da industria japonesa, devido a inserção do Sistema Toyota de Produção, um acadêmico americano procurando justificar alguns motivos que estariam levando a indústria automobilística (e em geral) americana a perder competitividade, acaba revolucionando o modo de tomada de estratégias.
Wickham Skinner, graduado na Yale e professor da Universidade de Harvard, é considerado o principal precursor do conceito hoje conhecido como Estratégia de Manufatura, que ele mesmo define como:  “um plano de longa duração para o desenvolvimento de diretrizes e estruturas operacionais consistentes que provêm instalações focalizadas para que se possa atingir objetivos limitados, porém absolutamente estratégicos. Estratégia de Manufatura é endereçada às decisões estruturais. Estas decisões estruturais correspondem à decisões que limitam sua operação por anos - são coisas que são difíceis de mudar, como o número, o tamanho, a localização das plantas, os maiores sistemas de controle, organização e gerenciamento de recursos humanos, a seleção de equipamentos e do processo tecnológico.”
Suas principais obras foram “Manufacturing – missing link in corporate strategy (1969)” e “The focused factory (1974)”. Nos quais escreve que “a manufatura é geralmente percebida da forma errada pela alta administração, gerenciada da forma errada ao nível de planta, e ensinada da forma errada nas escolas de administração". As empresas atribuíam pouca importância à manufatura no contexto da estratégia empresarial, segundo Skinner, o que é um erro muito grave pois “… o que parecem ser decisões rotineiras concernentes à manufatura freqüentemente acabam por limitar as opções estratégicas da corporação, atrelando-a, através de instalações, equipamentos, pessoal e controles básicos e políticas a uma postura não competitiva que pode levar anos para ser contornada”.
Skinner fala em seus artigos que há várias maneiras de ser competitivo além de produzir a um baixo custo. Onde critica a atitude competitiva baseada no preço.
Defende também que uma indústria não pode ter uma boa performance em tudo o que faz. Baseado nisto, a indústria deve estabelecer o que é mais vantajoso ser feito por ela mesma e o que é mais vantajoso ser terceirizado, tornando-se deste modo, mais competitiva.
Skinner criou ainda o conceito de Mini-fábricas Semi-Autônomas (Fábricas Focalizadas), em que linhas de produtos diferentes são alocadas a locais diferentes dentro da fábrica.

## Principais idéias de Skinner
- A manufatura pode ser um forte recurso competitivo se devidamente projetada e operada;

- Custos, eficiência e produtividade embora comumente aceitos como os mais importantes objetivos de desempenho, são limitados e impróprios para suportar uma vantagem competitiva;

- Sete objetivos de desempenho devem ser considerados: 
  1. custos, eficiência, produtividade;
  2. tempo de entrega;
  3. qualidade;
  4. serviço, confiabilidade;
  5. flexibilidade para alteração de produtos;
  6. flexibilidade para alteração de volume;
  7. os investimentos necessários no sistema de produção;

- Um objetivo estratégico focalizado ou tarefa de manufatura, é baseado em um ou dois dos sete objetivos e é derivada da estratégia competitiva da empresa e de oportunidades econômicas e tecnológicas;

- Para realizar esta tarefa, o sistema de operações deve ser projetado e operado para focalizar em uma tarefa, com uma faixa limitada de produtos, mercados e tecnologia;

- Uma fábrica que se focaliza em uma faixa de produtos para um dado nicho de mercado, irá ter melhor desempenho que uma fábrica convencional;

- Uma estrutura projetada estrategicamente é a chave para que a função manufatura se torne uma arma competitiva;

A estrutura de um sistema de produção é derivada de decisões concernentes a fazer versus comprar, capacidade, equipamentos e processos, número, tamanho e localização das instalações, que produtos devem ser feitos em cada planta, o sistema gerencial para o planejamento da produção, programação e controle, sistemas de informação, controle de qualidade, estrutura organizacional e gerenciamento da mão-de-obra.